# All Saints’ Church (Hertford)

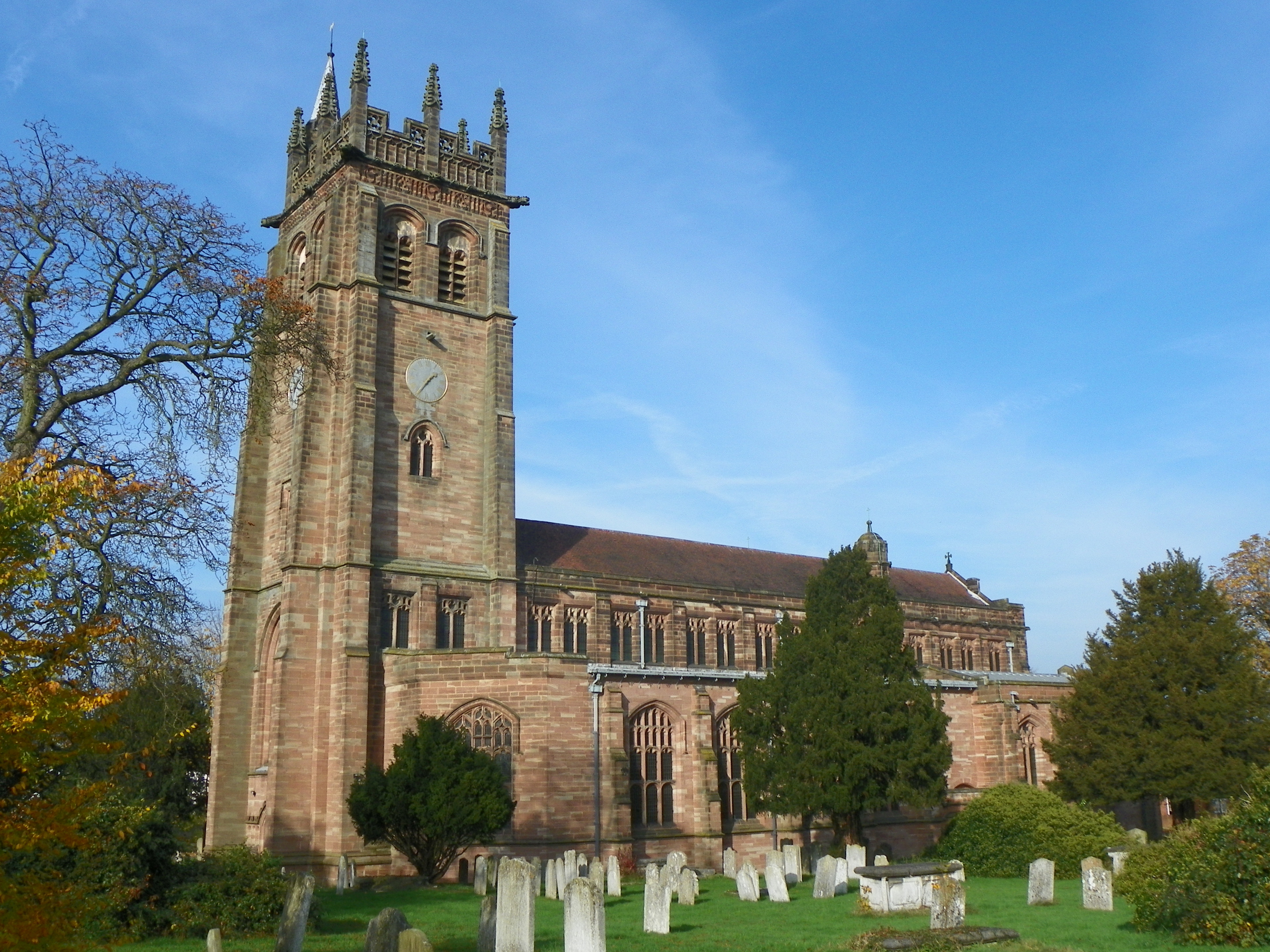
All Saints’ Church, Hertford

Die der Church of England zugehörige All Saints’ Church in der südenglischen Stadt Hertford in der Grafschaft (county) Hertfordshire trägt das Patrozinium aller Heiligen; sie ist als Grade-I-Bauwerk eingestuft und gehört zum Major Churches Network.

## Lage
Die etwa 25.000 Einwohner zählende und ca. 43 m hoch gelegene Stadt Hertford befindet sich ungefähr 45 km nördlich von London. Die All-Saints-Kirche liegt umgeben von einem alten Friedhof (cemetery) unweit des Stadtzentrums ungefähr 300 m östlich des River Lea und des – abgesehen von einem Torbau – nicht mehr erhaltenen Hertford Castle.

## Geschichte
Möglicherweise bestand schon im frühen Mittelalter an dieser Stelle eine bedeutende Kirche, denn im Jahr 673 fand im Ort die erste  Bischofssynode Englands statt. Im normannischen Domesday Book (um 1090) werden zwei Kirchen in Hertford erwähnt. Im 14. oder 15. Jahrhundert entstand eine neue Kirche, die jedoch während eines Feuers am 22. Dezember 1891 abbrannte. Das in der Stadt Lancaster ansässige Architekturbüro Paley, Austin and Paley gewann einen Wettbewerb für den Neubau der Kirche, deren Grundsteinlegung im Jahr 1893 erfolgte und die bereits zwei Jahre später geweiht werden konnte. Der Glockenturm (bell tower) wurde erst 10 Jahre später fertiggestellt.

## Architektur
Das im Innern etwa 46 m lange und maximal 16 m hohe dreischiffige Kirchengebäude besteht aus rötlichem Sandstein; die Ecken des annähernd 43 m hohen Turms sind durch leicht abgeschrägte Strebepfeiler stabilisiert. Das Langhaus und selbst der Chorbereich haben gewölbte Holzdecken. Die Belichtung erfolgt über die Seitenschifffenster und eine Reihe von Obergadenfenstern im Mittelschiff; hinzu kommt das große Chorfenster im Neo-Perpendicular-Style.

## Ausstattung
Die aus Alabaster gefertigte Altarrückwand (reredos) aus dem Jahr 1914 zeigt eine Darstellung des Letzten Abendmahls Jesu.